# Dryocalamus tristrigatus
Espèce
Statut de conservation UICN

 LC  : Préoccupation mineure
Dryocalamus tristrigatus est une espèce de serpents de la famille des Colubridae.

## Répartition
Cette espèce se rencontre en Asie du Sud-Est.

## Description

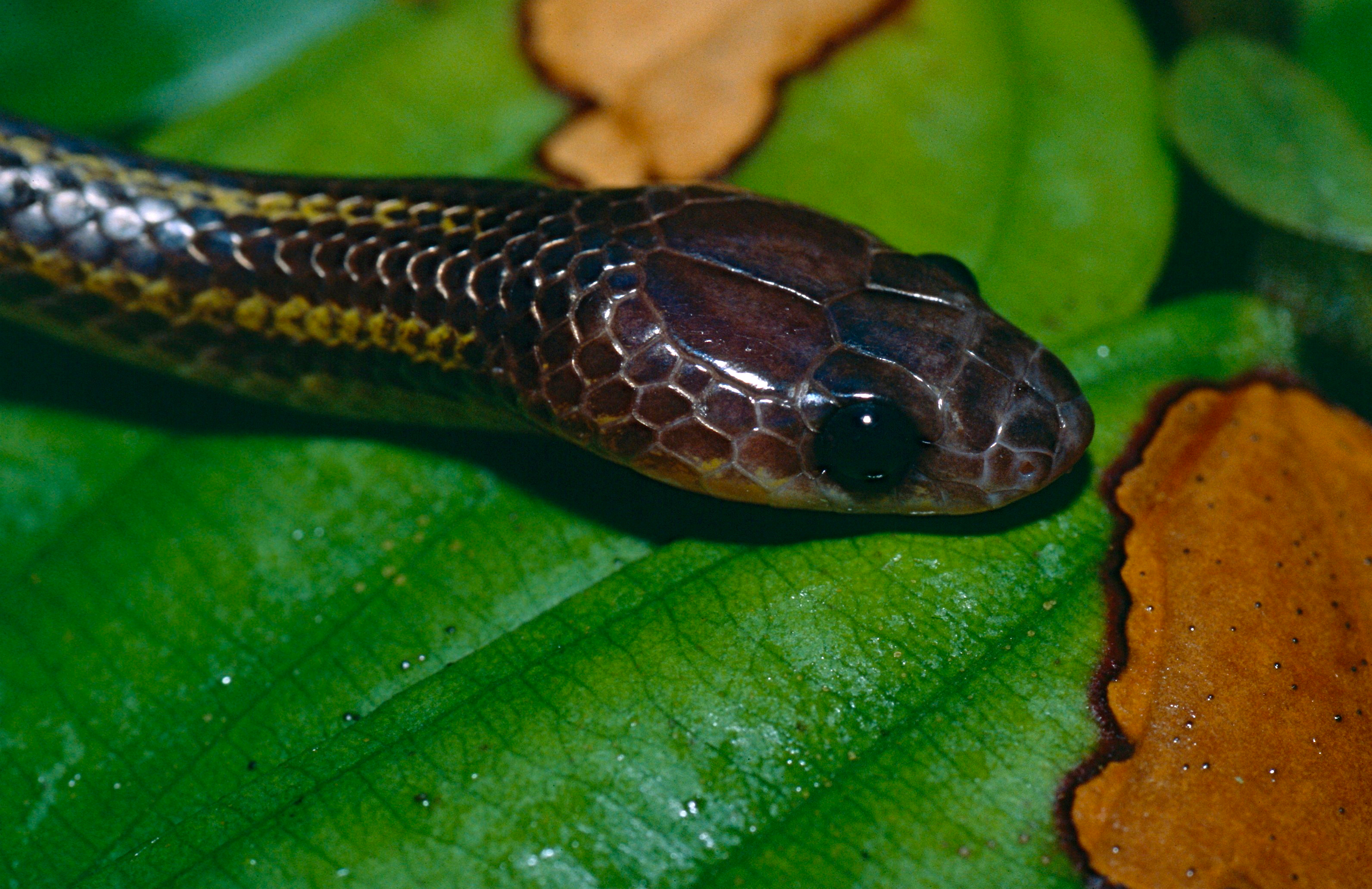

Dans sa description Günther indique que le spécimen en sa possession mesure 37 cm dont 9 cm pour la queue. Son dos est brun et présente trois rayures longitudinales blanches. Sa face ventrale est blanchâtre.

## Étymologie
Son nom d'espèce, du préfixe latin tri-, « trois », et stria, « rayure », lui a été donné en référence à sa coloration dorsale.

## Publication originale
- Günther, 1858 : Catalogue of Colubrine Snakes in the Collection of the British Museum, London, p. 1-281 (texte intégral).